# 지원용
지원용(池元溶, 1924년 7월 19일~2012년 12월 31일)은 대한민국의 루터교 신학자이자 목회자이다.
1924년 평안북도 박천에서 출생하여 한국신학대학을 졸업했다. 미국과 독일에서 유학하여 1957년 미국 컨콜디아 신학교에서 신학박사 학위를 받고 한국인 최초로 루터교 목사가 되었다. 1958년에는 미국 미주리 시노드 루터교회 선교사와 귀국하여 한국에 루터교회 선교를 이끌었다. 제네바에 있는 루터교 세계 연맹(LWF) 아시아 국장과 독일 노이엔데텔자우에서 신학 고문을 역임했다. 루터연구의 세계적인 학자이며 신학사전(Theologische Realenzyklopaedie, TRE XIX)에 기고 하였다. 1978년 컨콜디아 신학교의 조직신학 교수, 한국 루터신학교(현 루터대학교) 교수로 일하였다. 미국의 컨콜디아 신학교에서 학생들에게는 가슴이 따뜻하고 경건과 학문에서 존경받는 신학자로 알려져 있다.

## 저서
- 《말틴 루터 소교리 문답서해설》(1960)
- 《말틴 루터》(생애와 사상)(1960)
- 《루터의 사상》(신학과 교육)(1961)
- 《루터와 종교개혁》(1965)
- 《한국루터교사》(1989)
- 《신앙과 생활과 역사》(1990)
- 《말틴 루터의 종교개혁 3大논문》(옮긴이)(1993)
- 《기독교란 무엇인가》(1996)

## 같이 보기
- 한국복음주의신학회